# Iwelen
Der Iwelen (auch Ihouilene, Iouelene) ist ein Trockental in der Region Agadez in Niger. Es gibt dort eine bedeutende archäologische Stätte mit Funden, die auf den Zeitraum vom 2. Jahrtausend v. Chr. bis zum 1. Jahrtausend n. Chr. datieren.

## Name
Der Name Iwelen kommt aus der Sprache Tamascheq und bedeutet „Tonscherben“.

## Geographie
Das Trockental befindet sich im Hochgebirge Aïr im Gebiet der Landgemeinde Iférouane. Es ist Teil des zum UNESCO-Welterbe zählenden Naturschutzgebiets Aïr und Ténéré. Der Iwelen hat seinen Ursprung am Westrand des Gebirges Adrar Tessiguiddil (1419 m). Von dort aus verläuft er grob von Osten nach Westen. Er mündet nordwestlich des Bergs Tamazour (1128 m) in das Trockental Tassos. Es gibt heute keine menschlichen Siedlungen mehr im Tal und in dessen näherer Umgebung.
Der Iwelen führt üblicherweise nur in der Regenzeit von Juli bis September Wasser und auch dann meist nur für wenige Stunden in Form von Sturzfluten, die rasch im Sand versickern. Das Tal ist ein Lebensraum für Mähnenspringer. Außerdem finden sich hier vereinzelt Afrikanische Strauße, Damagazellen und Dorkasgazellen.

## Archäologische Stätte
Die archäologische Stätte des Iwelen befindet sich kurz vor dessen Mündung (Lage). Sie wurde ab Dezember 1979 systematisch erfasst. Es handelt sich um eine ehemalige Siedlung sowie um mehrere Gräberfelder und Felsbilder. Die Blütezeit der Siedlung war Mitte des 1. Jahrtausends v. Chr. Es wurden Spuren von steinernen Fundamenten sowie von zahlreichen Töpferwaren und Sattelmahlsteinen entdeckt. Bemerkenswert sind vor allem die aufgefundenen Speerspitzen und weitere Gegenstände aus Kupferlegierungen. In den Gräberfeldern, die vom 2. Jahrtausend v. Chr. bis zum späten 1. Jahrtausend n. Chr. belegt wurden, wurden mehr als 50 Einzelgräber freigelegt. Zu den Grabfunden zählen Totenhemden aus Leder, gemusterte Textilien, Töpferwaren, Armbänder aus Knochen und Kupferlegierungen sowie Mahlsteine. Die Darstellungen auf den Felsbildern umfassen unter anderem doppelkonische menschliche Figuren mit Speeren und kunstvollen Kopfbedeckungen, in Verbindung mit Pferden und Streitwagen.